# Продажи
Прода́жа — бизнес-понятие, описывающее практически любую коммерческую деятельность, бизнес вообще. Продажа чаще всего является завершающим этапом бизнес-цикла коммерческого предприятия. Употребляется всегда только в единственном числе.
Продажа — обмен товара или услуги на деньги, подтвержденный чеком продажи, актом выполненных работ, накладной передачи товара (в последних двух случаях денежное движение фиксируется отдельным документом).
Слово «торговля» очень близко по значению к продаже, однако имеет другой оттенок и иногда больше подходит для общего описания торгового бизнес-процесса или определённой специфики продажи (например — выносная торговля, разъездная торговля, советская торговля). Также словом «торговля» можно описать торгово-закупочную деятельность (и закупки, и продажу) вообще, обозначить вид деятельности и отрасль в целом (работники торговли, министерство торговли, торговое представительство и т. д.).
Продажа — западный термин, подчёркивающий современный подход к организации торговли в компании, применение эффективных методов, нацеленность на конкретный результат. В советское время вместо термина «продажа» в СССР пользовались термином «сбыт».

## Продажа и маркетинг
В современном понимании продажа считается неразрывно связанной с маркетингом, служит логическим продолжением, практическим результатом и подтверждением правильности ведущейся маркетинговой работы компании. Считается, что само понятие маркетинг появилось из продажи, является их неким теоретическим осмыслением.
Понятие продажи входит в качестве базового и основополагающего в большое количество других современных терминов и бизнес-понятий: существует термин продажник (менеджер по продаже; то есть ведущий активную продажу), несколько отличающийся по смыслу от торговец, данная профессия является одной из наиболее распространённых на рынке труда; составление плана продажи является основой для составления бизнес-плана; отдел продажи (отдел реализации) есть практически на любом коммерческом предприятии и т. д.
В настоящее время продажа является скорее практической нежели теоретической дисциплиной. Продаже посвящены многочисленные обучающие практические тренинги по развитию конкретных навыков продажи, статьи и книги по специфике того или иного вида продажи и т. п.

## Классификация продажи
Разработаны многочисленные классификации продажи. Например:
- оптовая и розничная продажа
- продажа в сегменте B2B и B2C
- активная и пассивная продажа
- прямая продажа
- многоуровневый маркетинг
- продажа «короткая» (решение о сделке принимается в разовом взаимодействии) и «длинная» (с долгим, финансово- и трудоёмким для клиента процессом принятия решения о сделке)
- мобильная продажа
- продажа товаров и услуг
- отраслевые продажи: продуктов питания, стройматериалов и т. п.